# Warschauer Straße
Die Warschauer Straße im Berliner Ortsteil Friedrichshain ist eine der wichtigsten Verkehrsadern im Bezirk Friedrichshain-Kreuzberg. Sie reicht vom Frankfurter Tor im Norden bis zur Mühlenstraße / Stralauer Allee im Süden und weist eine Gesamtlänge von 1,6 Kilometer auf. Benannt ist die Straße, die Teil der B 96a ist, nach der polnischen Hauptstadt Warschau.

## Straßenführung

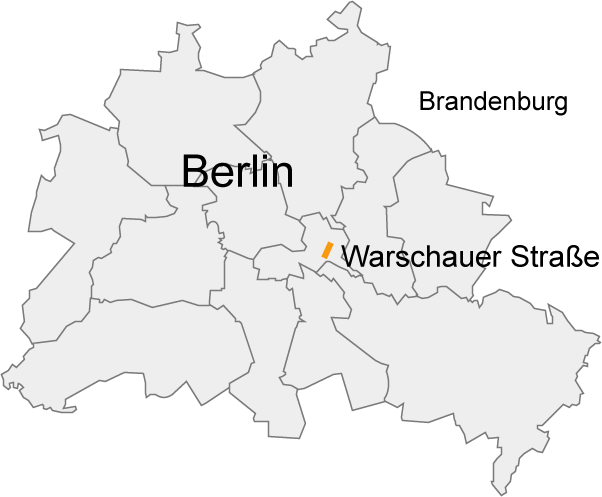
Karte von Berlin mit eingezeichneter Warschauer Straße

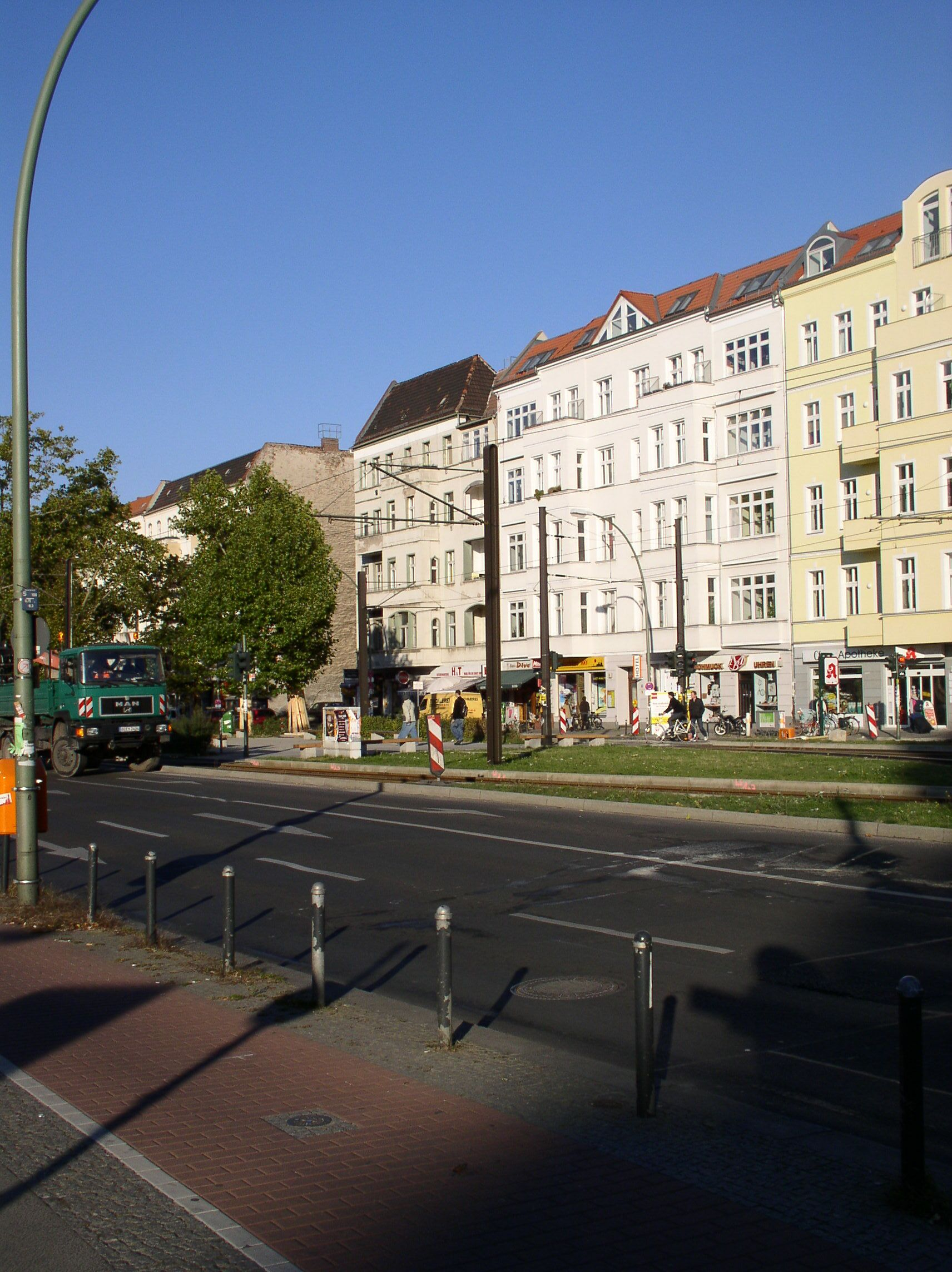
Abschnitt der Warschauer Straße

Die Warschauer Straße ist ein Abschnitt des Berliner Innenstadtrings, der zirkulären Hauptverkehrsstraße, die die Berliner Innenstadt umläuft und die die Ortsteile Gesundbrunnen, Prenzlauer Berg, Friedrichshain und Kreuzberg miteinander verbindet und täglich von etwa 30.000 Autos befahren wird. Im beschriebenen Verlauf ändert sie mehrfach den Namen (Bernauer Straße, Eberswalder Straße, Danziger Straße, Petersburger Straße, Warschauer Straße, Am Oberbaum, Oberbaumstraße, Skalitzer Straße, Gitschiner Straße).
Die Warschauer Straße beginnt im Norden als Fortsetzung der Petersburger Straße an der heute als Frankfurter Tor bezeichneten Straßenkreuzung, die nichts mit dem Standort des Frankfurter Tores in der Akzisemauer zu tun hat. Die folgende Boxhagener Straße führt heute nur noch in Richtung Osten. Die wichtigsten Querstraßen sind die Grünberger Straße, die Kopernikusstraße und die Revaler Straße. Die Warschauer Straße setzt sich im Süden als Straßenzug Am Oberbaum – Oberbaumbrücke – Oberbaumstraße fort.

## Ausbau der Straße

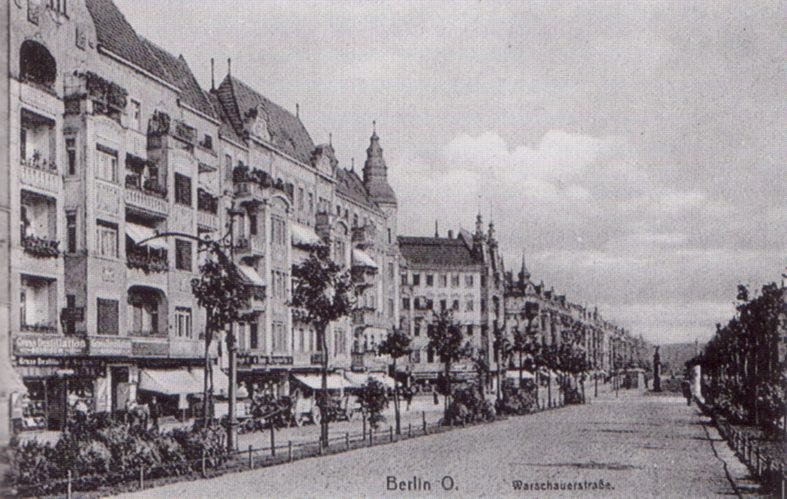
Warschauer Straße, um 1910

Ihren Namen erhielt die Warschauer Straße am 23. Februar 1874 nach der polnischen Metropole, die damals noch zum Russischen Kaiserreich gehörte. Zuvor wurde sie als Straße Nr. 11 in der Abteilung XIV des Bebauungsplans von den Umgebungen Berlins bezeichnet und stellte einen einfachen Verkehrs- und Transportweg dar. Bereits auf dem Hobrecht-Plan von 1864 war die Straße als Hauptverkehrsader geplant und sollte einen Teil eines Ringsystems nach Pariser Vorbild um die damaligen Städte Berlin und Charlottenburg bilden.
Als die Straße angelegt wurde, gab es die erst 1894 bis 1896 erbaute Oberbaumbrücke noch nicht. Die Warschauer Straße endete an einem damals noch erhaltenen Tor der Zoll- und Akzisemauer Berlins, das aufgrund der Mühlen am Spreeufer Mühlentor und später Stralauer Tor genannt wurde. Von diesen Mühlen sind heute nur noch die Gebäude der ehemaligen Osthafenmühle erhalten, der Speicher derselben beherbergt eine gut besuchte Diskothek am Spreeufer, die danach benannt auch Speicher heißt. Auf ihrem Dach befindet sich ein Relikt der DDR-Zeit, ein Überwachungsturm der DDR-Grenzorgane.
Die Straße wird seit dem 1. Oktober 1901 von Straßenbahnen befahren. Die erste Linie war die sogenannte Flachbahn der Hochbahngesellschaft, die vom Zentralviehhof am Forckenbeckplatz zur Warschauer Brücke fuhr. 1910 übernahmen die Städtischen Straßenbahnen Berlin diese Strecke. Durch Verlängerung in Richtung Süden wurde die hier verkehrende Linie bis 1916 zu einem Ring geschlossen, der ab 1921 als Linie 9 unterwegs war. Zusätzlich fuhren ab den 1920er Jahren zwei weitere Ringlinien (4 und 5) auf der Straße, von denen die 4 als einzige nach dem Zweiten Weltkrieg – mit verkürzter Linienführung – weiterbestand. Die M10, die seit 2006 zwischen Nordbahnhof und dem Bahnhof Warschauer Straße verkehrt, kann als direkter Nachfolger dieser Linie bezeichnet werden. Zusätzlich befährt die Linie 21 das nördliche Teilstück zwischen Frankfurter Tor und der Boxhagener Straße.

## Bebauung der Warschauer Straße

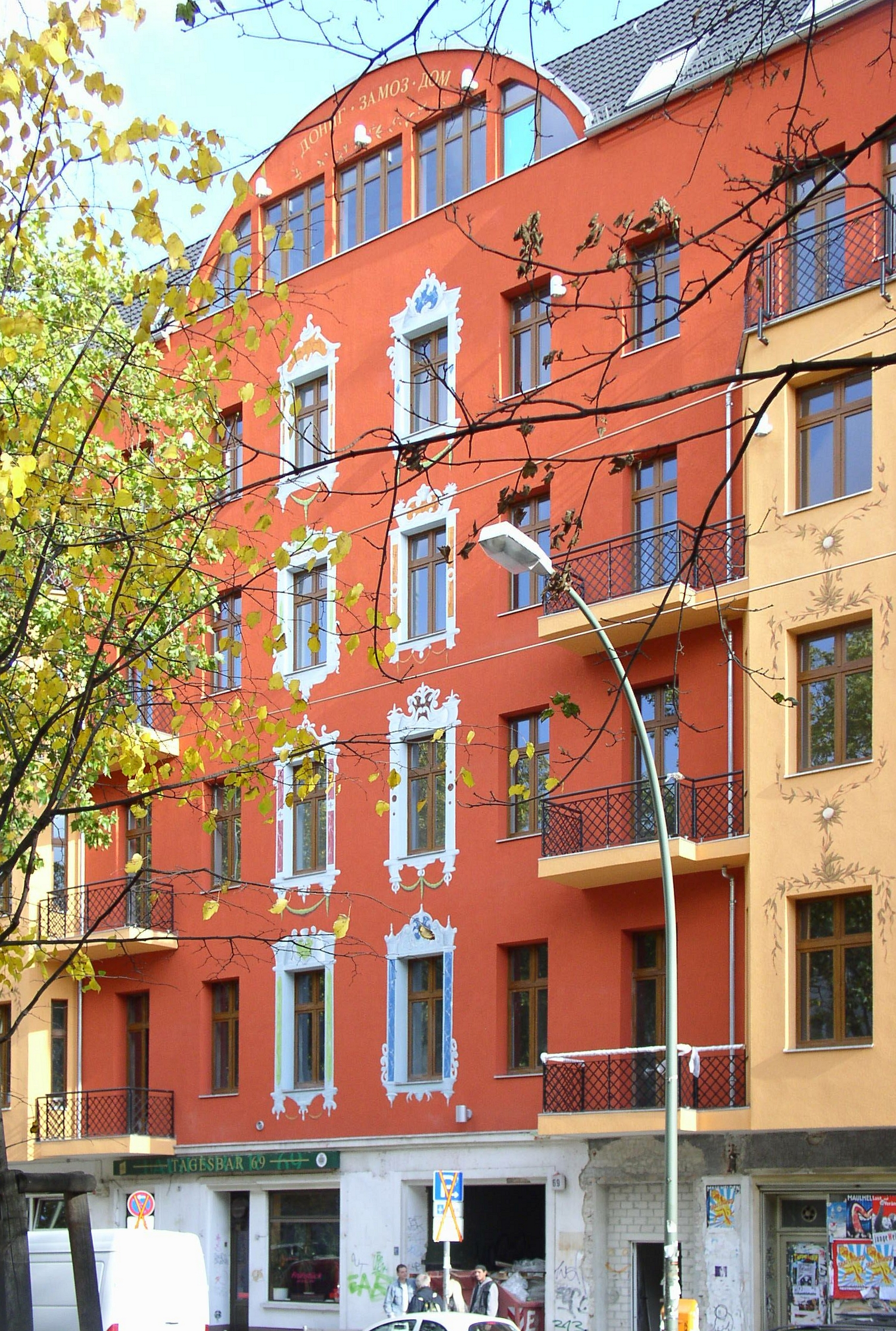
Renoviertes Haus

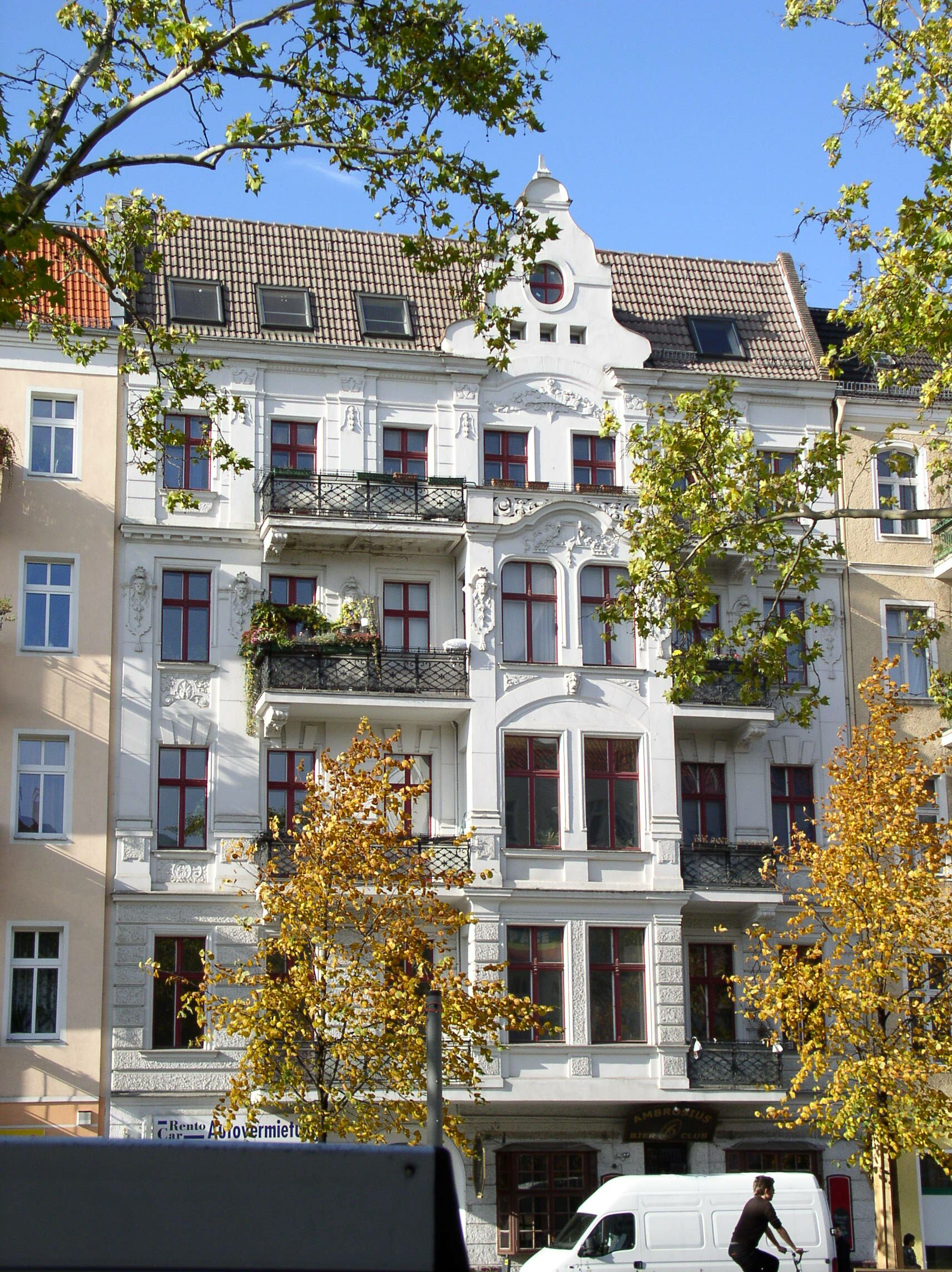
Warschauer Straße 26

Die durchgehende Bebauung der Straße erfolgte in den Jahren zwischen 1890 und 1908 in der bis heute typischen Aufteilung in ein Vorderhaus an der Straße, einen Seitenflügel mit direkter Anbindung an das Vorderhaus oder ein Quergebäude sowie ein oder mehrere Hinterhäuser und Hinterhöfe für die gewerbliche Nutzung. Besonders die Holz verarbeitende Industrie hatte in diesem Ortsteil Tradition. Bis heute sind sieben Gewerbebetriebe in den Hinterhöfen vollständig erhalten. Die Durchmischung von Wohn- und Gewerbebauten wurde 1925 verboten. In den Aufbaujahren entstanden etwa 6000 Wohnungen im Bereich der Warschauer Straße.
Mit rund 50 Metern Breite zählte die Warschauer Straße bereits zu Beginn des 20. Jahrhunderts zu einer der wichtigen Verkehrsstraßen und zu einer der Hauptversorgungsachsen des 1920 gegründeten Bezirks Friedrichshain. Die Straße war von Anfang an mit Läden, Restaurants und Kneipen gesäumt und stellte so auch eine wichtige soziale Ader des Bezirks dar. Hierzu gehörte auch das 1902 gegründete Lichtspielhaus Elektra in der Warschauer Straße 26, die heutige Deponie.
An der Warschauer Straße siedelten sich auch die frühesten Großbetriebe Friedrichshains an. Die älteste Fabrik stellt dabei das Reichsbahnausbesserungswerk (Raw) „Franz Stenzer“ dar. Des Weiteren siedelte sich im Haus Nr. 59a das erste Propellerwerk Deutschlands an. Seit 1971 hat im Haus Nr. 28 mit dem Optikhaus Kramer einer der ältesten noch erhaltenen Friedrichshainer Handwerksbetriebe, der 1898 im damaligen Grünen Weg (heute: Singerstraße) am Küstriner Platz gegründet wurde, seinen Sitz.
Im Zweiten Weltkrieg wurden Teile der Bebauung zerstört. Die Wiederherstellung erfolgte in den 1950er und 1960er Jahren meist einfach, indem die Fassaden der Altbauten lediglich geglättet wurden. Baulücken wurden in den Folgejahren größtenteils geschlossen. Trotz dieser Sanierung von Kriegsschäden waren in der Warschauer Straße nach der politischen Wende gravierende städtebauliche Defizite feststellbar. Hierzu gehörten eine häufig nicht zeitgemäße Ausstattung von Wohnungen (beispielsweise Kohleöfen, fehlende Bäder), Defizite in der Ausstattung mit öffentlichen Infrastruktureinrichtungen (wie Schulen, Spielplätze und Grünflächen) und Mängel im Erscheinungsbild des öffentlichen Raums. Aus diesem Grund wurde die Warschauer Straße und ihre nähere Umgebung im Jahr 1994 im Rahmen des ersten Gesamtberliner Stadterneuerungsprogramms förmlich als Sanierungsgebiet festgelegt. Dieser Status als Sanierungsgebiet war die Voraussetzung dafür, dass in großem Umfang öffentliche Finanzmittel für die Aufwertung des Gebietes eingesetzt werden konnten. Insgesamt wurden rund 100 Millionen Euro an öffentlichen Mitteln im Gebiet investiert. Davon flossen rund 40 % in die Förderung der Gebäudesanierung durch die privaten Eigentümer. 60 % der Fördermittel wurden für die Sanierung der öffentlichen Infrastruktur (Schulen, Spielplätze etc.) und der öffentlichen Straßen und Plätze aufgewendet. Im Jahr 2011 wurden das Sanierungsverfahren und damit der Einsatz öffentlicher Fördermittel im Gebiet abgeschlossen.

## Wichtige Bauten

### Propellerwerk Heine

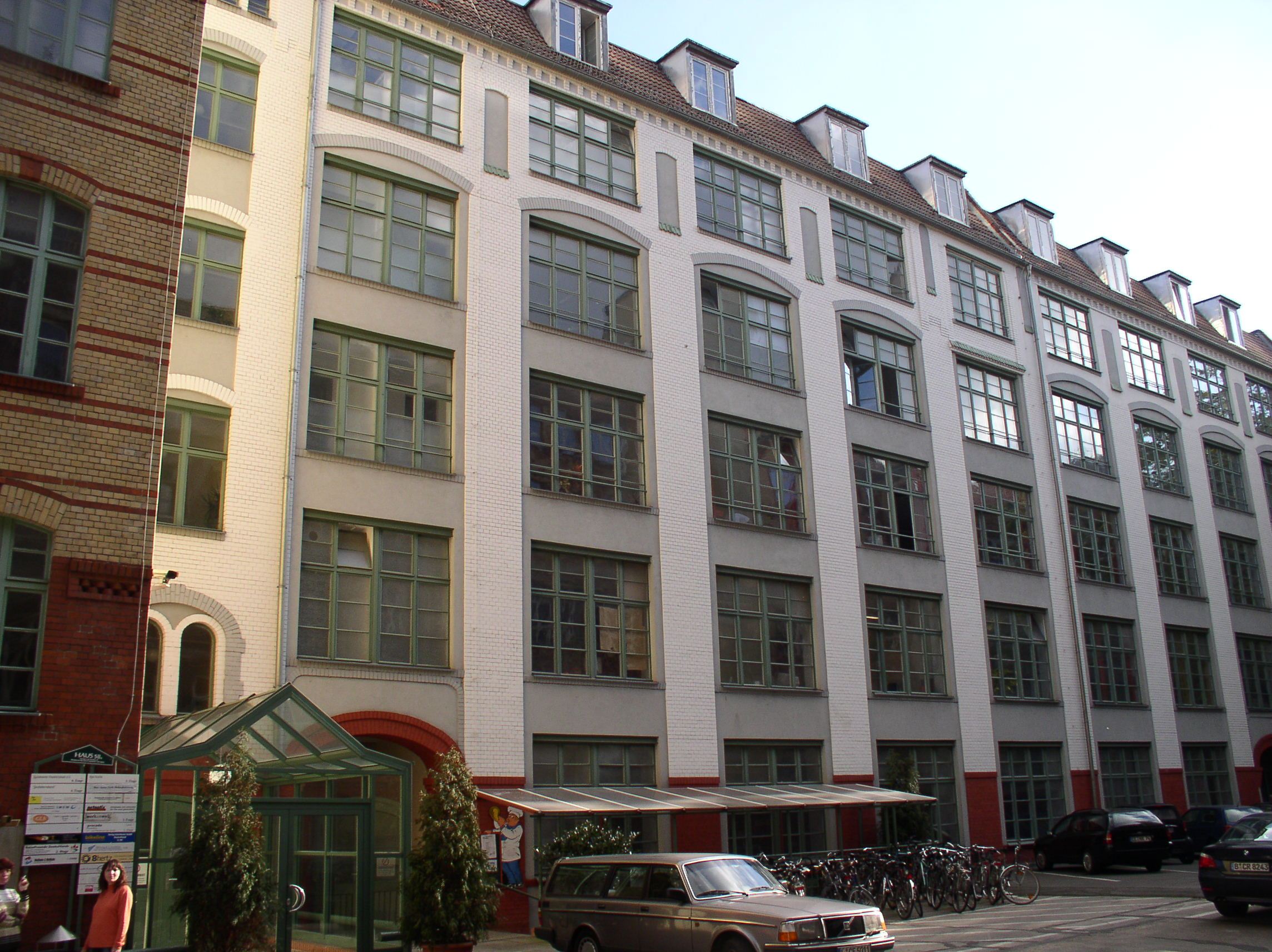
Ehemalige Werkshalle des Propellerwerkes

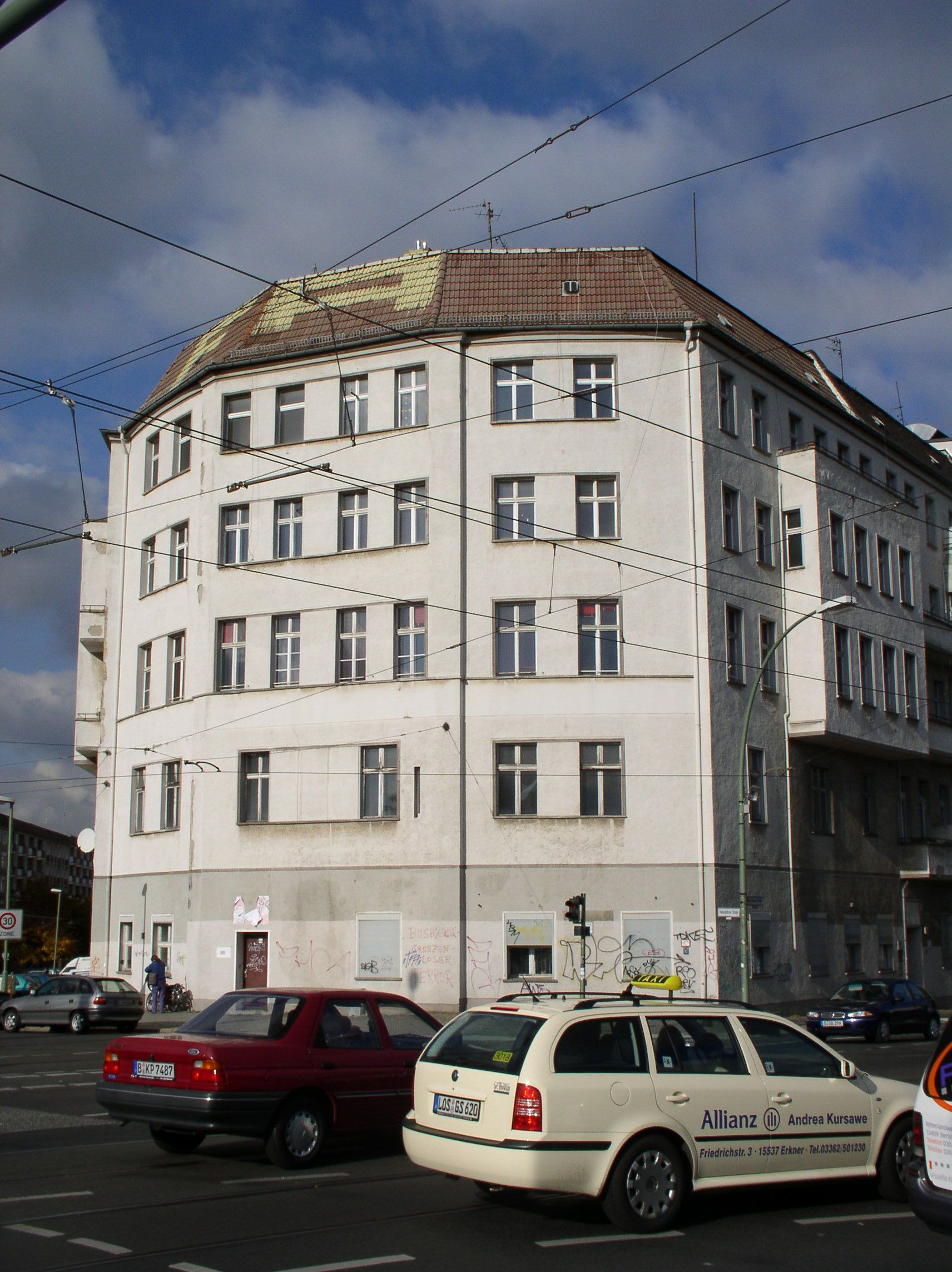
Eckhaus (2005, vor der Sanierung)

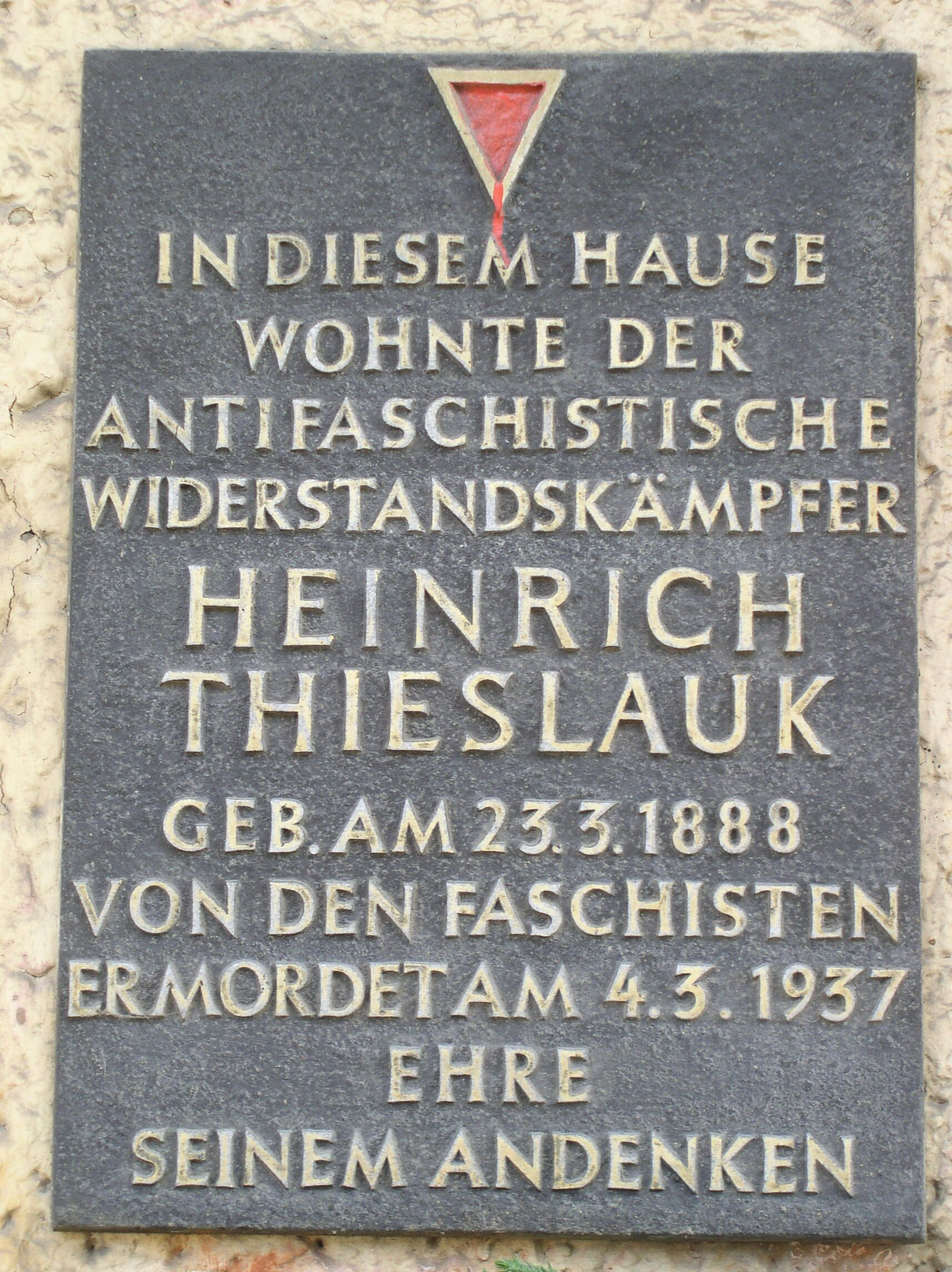
Gedenktafel für Heinrich Thieslauk am Haus Nr. 60

Die älteste deutsche Fabrik zur Herstellung von Propellern, das Propellerwerk Heine, hatte ihren Sitz ab 1921 im zweiten Hinterhof der Warschauer Straße 58. Der Möbeltischler Hugo Heine hatte es gegründet. Er begann im Jahr 1910 in Waidmannslust mit der Fertigung von Holzpropellern für Flugzeuge, nachdem er bei einem Schauflug auf dem Flugplatz Johannisthal durch Zufall den Auftrag erhielt, einen zerbrochenen Propeller zu reparieren. In seiner Tischlerei baute er die Idee weiter aus und konnte bis 1914, dem Jahr, in dem er seine Meisterprüfung ablegte, fünf Mitarbeiter beschäftigen. Bedingt durch die Nachfrage im Ersten Weltkrieg baute Heine seine Tischlerei zu einer Fabrik aus, die bis 1918 rund 300 Arbeitskräfte beschäftigte. Nach Kriegsende stellte er die Produktion wieder auf Möbel um, da der Flugzeugbau in Deutschland durch die Alliierten verboten worden war, und musste einen Großteil der Arbeiter entlassen. Im Jahr 1921 konnte er die Produktionsstätte in der Warschauer Straße erwerben und betrieb hier eine Tischlerei für Schlafzimmermöbel.
Die Propellerfertigung konnte nach Aufhebung des Verbots der Flugzeugherstellung in der zweiten Hälfte der 1920er Jahre wieder aufgenommen werden. Im Jahr 1930 lieferte das Unternehmen Heine seinen 50 000. Propeller aus. Kunden fand Heine in ganz Europa, darunter etwa die Bücker Flugzeugbau GmbH, und er arbeitete mit verschiedenen wissenschaftlichen Instituten zusammen, um seine Propeller zu optimieren. 1933 erhielt er das Patent auf den Heine-Propeller mit Metallkantenschutz. Die Belegschaft bestand Ende 1935 aus 300 Handwerkern, vier Luftfahrtingenieuren und 60 kaufmännischen Angestellten. Heine lieferte vor allem Propeller für die deutsche Luftwaffe. Im Jahr 1943 verlagerte er aufgrund der massiven Luftangriffe auf Berlin die Produktion nach Schlesien. 1945, nach dem Zweiten Weltkrieg, wurde Hugo Heines Möbelfabrik & Propellerwerk aufgrund der Zulieferung von militärischem Material entschädigungslos enteignet. Seit den 1990er Jahren werden die erhaltenen Gebäude von verschiedenen Dienstleistungsunternehmen genutzt.

### Eckhaus Warschauer Straße / Marchlewskistraße
Das Eckhaus Warschauer Straße 33 /Marchlewskistraße 111 gilt allgemein als ehemaliges Wohnhaus des Dichters und späteren DDR-Kulturministers Johannes R. Becher, der dies am 30. September 1950 in einem Fernsehinterview behauptete. Im Erdgeschoss dieses Hauses befand sich aber tatsächlich nur die Lieblingskneipe des Künstlers, das Café Komet, außerdem wohnte hier seine Vermieterin Pauline Zlotorzenski. Becher selbst hatte seine Studentenwohnung zwischen 1911 und 1912 im Nachbarhaus Marchlewskistraße 109. Seit seiner Aussage wird das Eckhaus tatsächlich regelmäßig als sein ehemaliges Wohnhaus angegeben und fand auch schon Erwähnung in verschiedenen Dokumentarfilmen über Johannes R. Becher.
Der Bau des Eckhauses wurde im Jahr 1906 begonnen und musste im Winter 1906/07 witterungsbedingt gestoppt werden. Nach einem Gutachten durch das Königliche Materialprüfungsamt der Technischen Hochschule Berlin, das eine unbeschädigte „Überwinterung“ bestätigte, konnte es 1908 fertiggestellt werden.
Wie die meisten anderen Häuser in der Straße und im gesamten Berliner Stadtgebiet blieb auch dieses Haus im Zweiten Weltkrieg nicht unbeschädigt. Brandbomben zerstörten das gesamte Dach und diverse Zwischenwände und -decken. Ein Teil des Kellers stürzte ein und begrub einige Schutzsuchende unter sich. Eine Informationstafel an der Warschauer Straße beschreibt dies als „ein alltägliches Häuserschicksal im Berlin der Kriegsjahre“.
Ende der 2000er Jahre wurde das Haus umfangreich saniert.

### Reichsbahnausbesserungswerk (Raw)

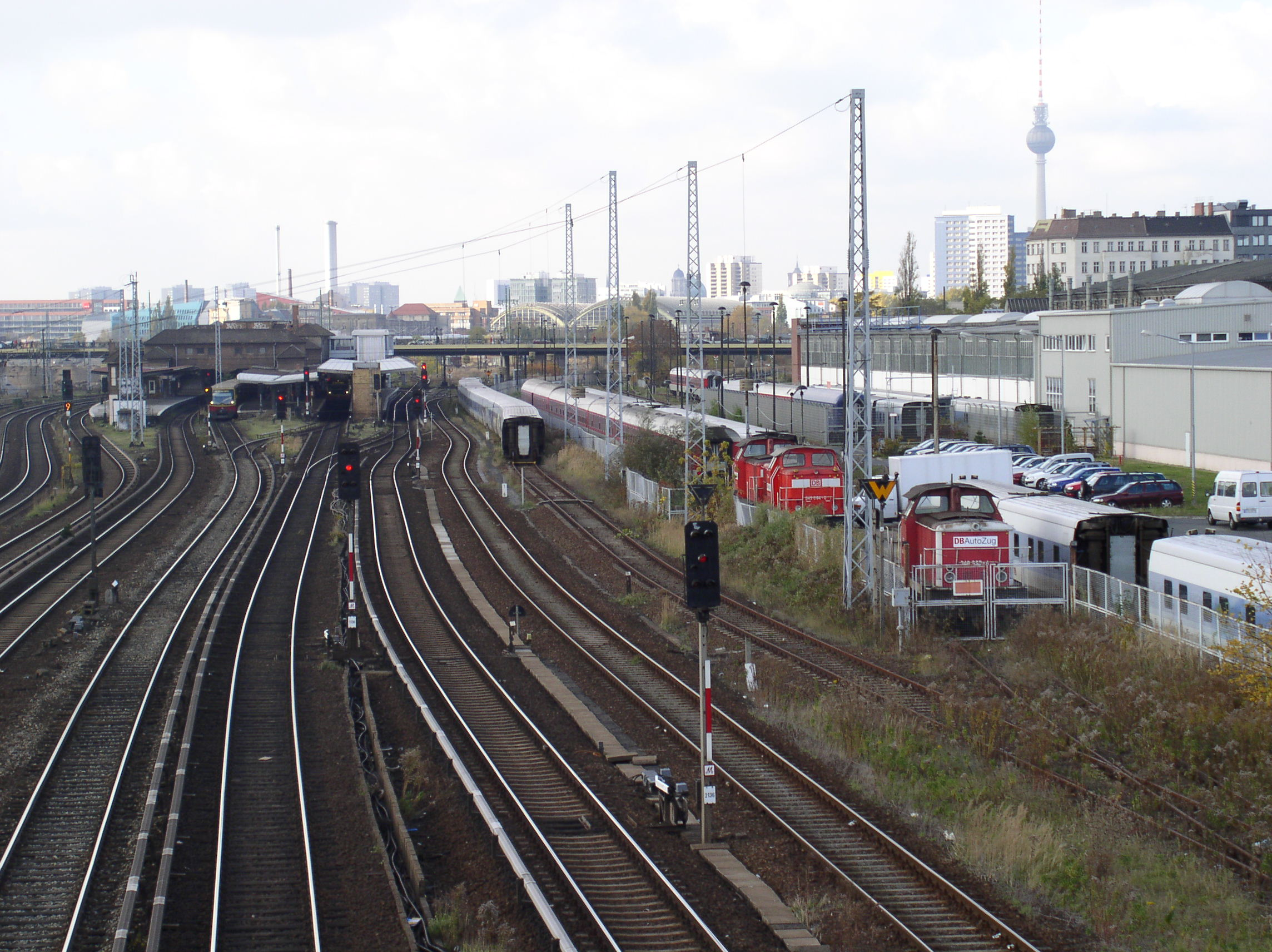
Talgo-Wartungshalle und S-Bahnhof (von der Modersohnbrücke)

Das Reichsbahnausbesserungswerk (Raw) Berlin an der Bahnstrecke Berlin–Küstrin-Kietz Grenze war seinerzeit der älteste Betrieb in Friedrichshain. Die Hauptgebäude des Werkes lagen dabei südlich der Revaler Straße, lediglich die westliche Begrenzung des Grundstücks reicht an die Warschauer Straße heran. Eröffnet wurde der Betrieb am 1. Oktober 1867 als „Königliche Eisenbahnhauptwerkstatt Berlin II“ der Königlichen Direktion der Ostbahn in Bromberg. Die Königliche Ostbahn führte damals über Königsberg (Ostpreußen) bis zur russischen Grenze und hatte ihren westlichen Endpunkt im alten Ostbahnhof (nicht zu verwechseln mit dem heutigen Berliner Ostbahnhof, ursprünglich Frankfurter Bahnhof) am Küstriner Platz, dem heutigen Franz-Mehring-Platz. Der Betrieb diente der Instandhaltung von Lokomotiven sowie Personen- und Güterwagen, zuletzt vornehmlich von Kühlwagen. Die Anzahl der hier angestellten Arbeiter erreichte bereits nach wenigen Jahren 600 Personen und der Betrieb wurde entsprechend ausgebaut. Ein weiterer Ausbau erfolgte 1882 nach Eröffnung der Stadtbahn, die Beschäftigtenzahl stieg auf 1200 Angestellte. Mit der Bildung der Deutschen Reichseisenbahnen wurde der Betrieb dann zum Reichsbahnausbesserungswerk.

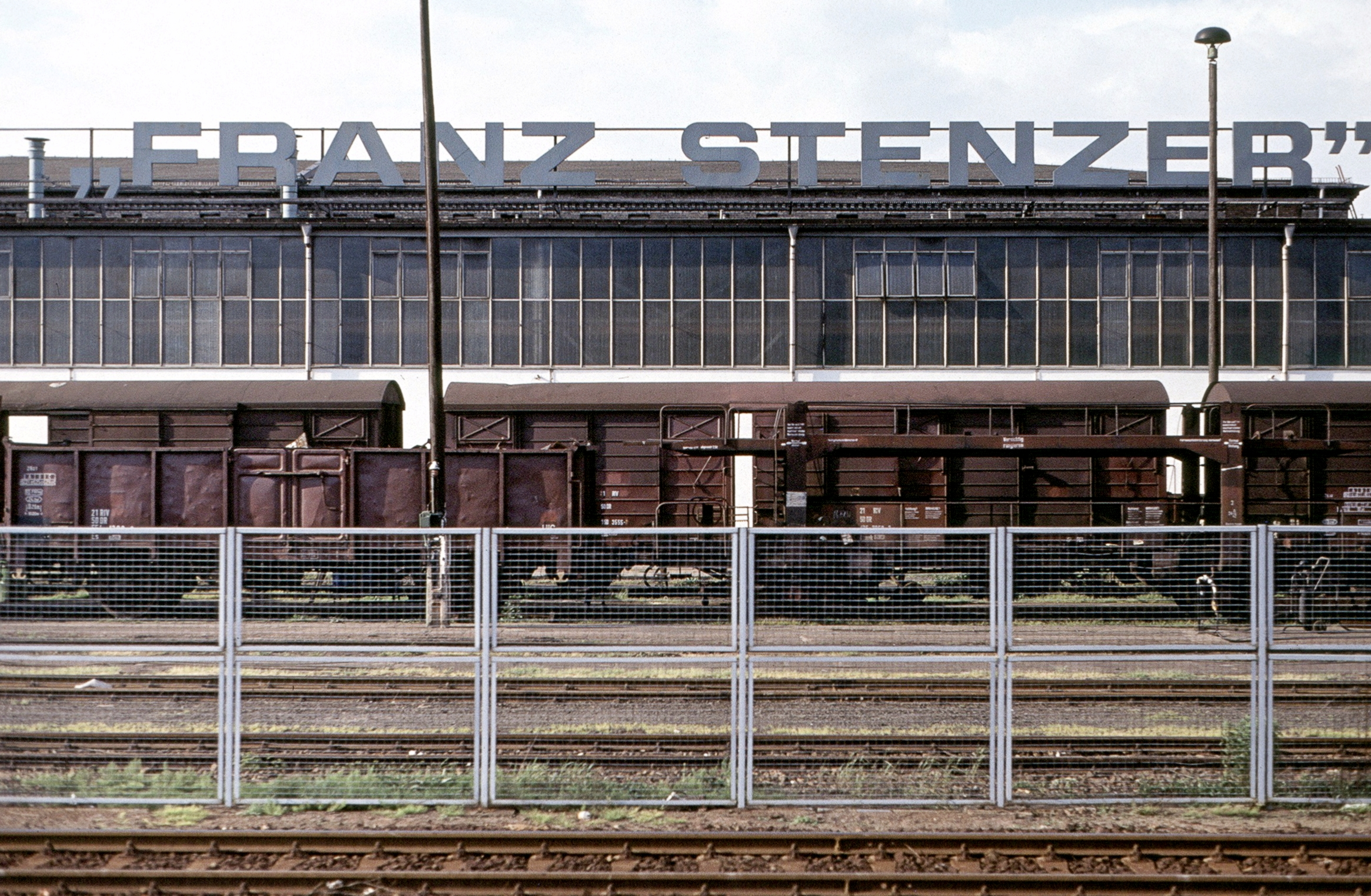
Raw „Franz Stenzer“, 1991

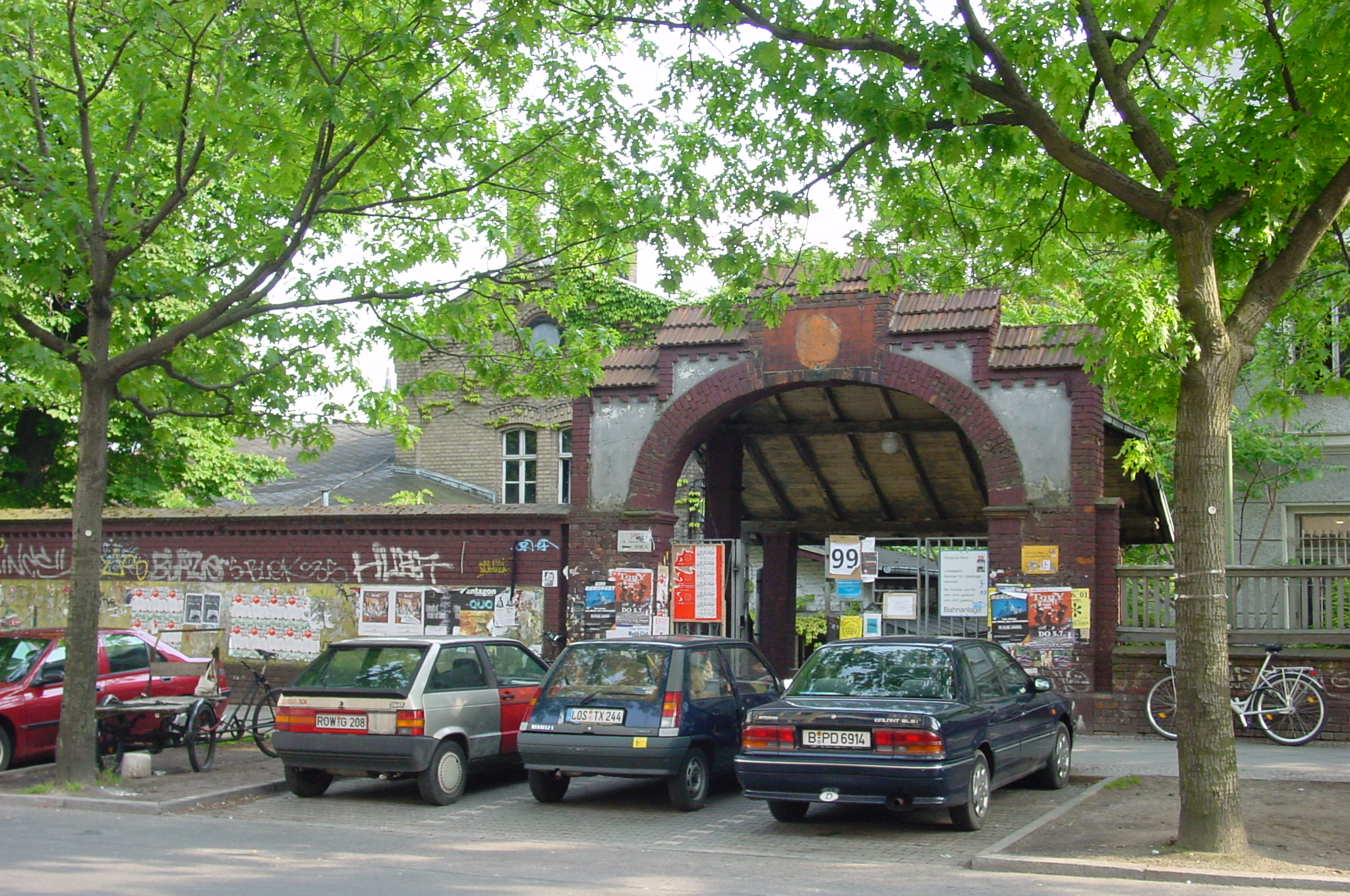
Raw-Gelände, Eingangstor (2018 durch Unwetter zerstört)

Am 14. Oktober 1967 erhielt das Werk zum 100-jährigen Jubiläum den Namen des während der NS-Zeit ermordeten bayerischen Kommunisten Franz Stenzer und wurde so zum Raw „Franz Stenzer“. Am 31. Oktober 1991 wurde die schrittweise Stilllegung des Werks aufgrund der „gestiegenen Reparatur- und Wartungskapazitäten im wiedervereinigten Deutschland“ bis 1995 verkündet und durchgeführt. Die Farbgebungshalle wurde erweitert und seit 1995 vom Unternehmen Talgo Deutschland zur Unterhaltung von Talgo-Nachtzügen verwendet. Sie bietet 100 Beschäftigten Arbeit. Heute ist der überwiegende Teil des Areals an verschiedene Kultur- und Sporteinrichtungen (Skaterhalle, Kletterkegel, Boulder-Halle), Konzerthallen und Liveclubs (Astra, Cassiopeia, Badehaus Szimpla), Galerien (Urban Spree), Clubs (Lokschuppen Berlin, Cassiopeia, Weißer Hase) und gastronomische Betriebe (Crack Bellmer, Haubentaucher, Emma Pea) verpachtet. Im Sommer 2019 sollte sich das Angebot um ein Freiluftkino (Inselkino) erweitern. An den Sommerwochenenden finden regelmäßig Flohmärkte statt. Seit 2007 kam es zu mehreren Eigentümerwechseln, aktuell teilt sich das Gelände in drei Teile: Der westliche Abschnitt gehört dem Göttinger Familienunternehmen Kurth Immobilien GmbH, ein kleineres zentrales Stück der Sewan Verwaltungs GmbH von Peter Mast und Frank Trenkle. Im Oktober 2015 wurde bekannt, dass der östliche Teil des Areals vom Vorbesitzer an die International Campus AG aus München verkauft wurde, die dort Studentenwohnungen errichten möchte. Der Bezirk schließt eine solche Nutzung jedoch aus. Im Jahr 2018 fanden mehrere sogenannte „Dialogwerkstätten“ zur Zukunft des Geländes statt. Auf Grundlage dieses Bürgerbeteiligungsverfahrens sowie direkter Gespräche zwischen den derzeitigen Nutzern und Eigentümern wird ein B-Plan-Verfahren für 2019 vorbereitet.

### Warschauer Brücke, S-Bahn und U-Bahn

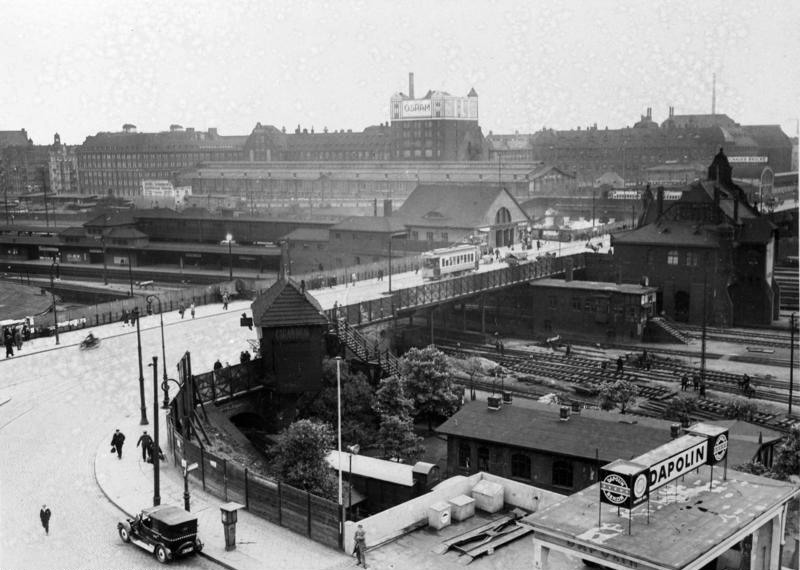
Warschauer Brücke und S-Bahnhof Warschauer Straße, 1930

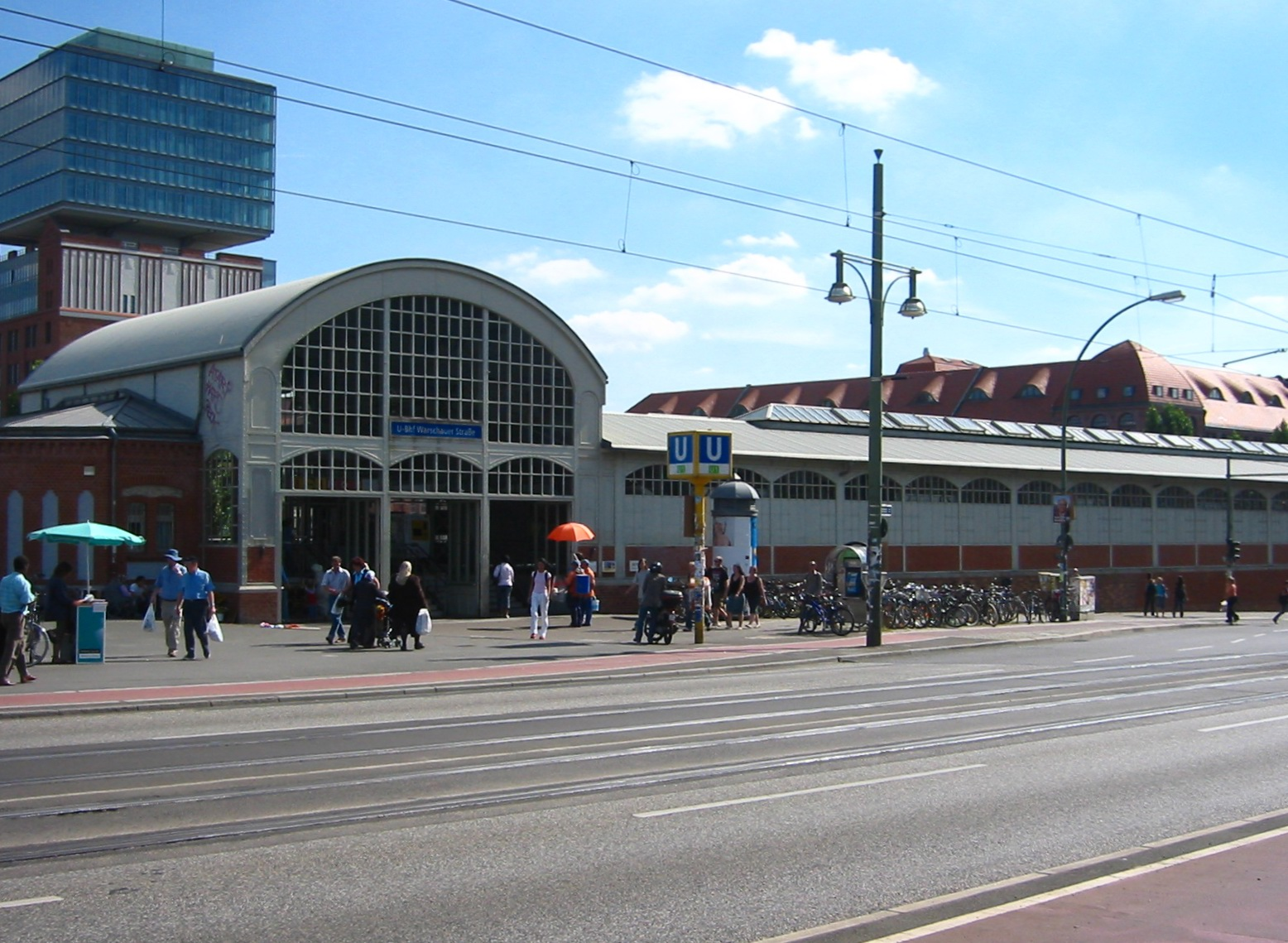
U-Bahnhof Warschauer Straße

Die Warschauer Straße überquert auf der Warschauer Brücke nahezu rechtwinklig die Gleisanlagen der Bahn, die von der Preußischen Ostbahn und der Niederschlesisch-Märkischen Eisenbahn im 19. Jahrhundert gebaut wurden. An dieser Stelle führte die 1842 eröffnete Eisenbahnstrecke von Frankfurt (Oder) als einzige der neu erbauten Bahnstrecken durch die Zollmauer ins Stadtgebiet hinein. 1872 kreuzten hier etwa 30 Gleise die Warschauer Straße. Der Brückenbau wurde unumgänglich, um sowohl die Straße als auch die Bahnlinie als Verkehrsader nutzen zu können. Bis 1875 war die Brücke fertiggestellt, in den nachfolgenden Jahren wurde sie jedoch immer wieder umgebaut und erweitert. Bis zur Mitte der 1930er Jahre korrodierte die Eisenkonstruktion durch die Abgase der Dampflokomotiven stark, wodurch ein Ersatzneubau notwendig wurde. Dieser erfolgte westlich der bestehenden Brücke ab 1938 zuerst am Nordteil und wurde durch den Beginn des Zweiten Weltkriegs unterbrochen. Im Jahr 1945 stürzte der bereits neu aufgebaute Teil der Brücke infolge eines Bombentreffers ein und machte die Warschauer Brücke unpassierbar. Erst 1948 konnte sie wieder für den Verkehr freigegeben werden. Eine Instandsetzung erfolgte 1952/1953, eine weitere 1955. Eine Generalreparatur wurde 1966/1967 durchgeführt. Nach einer weiteren Grundinstandsetzung und Verstärkung von 1995 bis 1997 mit Unterstützung des Europäischen Fonds für regionale Entwicklung konnte auch die Straßenbahn die Brücke wieder passieren.
Die ursprüngliche Bahnanlage ist heute nicht mehr erhalten. Am südwestlichen Ende der Brücke stand bis etwa 2004 das 1910 gebaute Empfangsgebäude des ehemaligen Schlesischen Güterbahnhofs sowie das 1900 errichtete, eingeschossige Dienstgebäude. Alle Gebäude in diesem Bereich sind inzwischen restlos zugunsten der 2008 fertiggestellten O2 World, heute Uber Arena, beseitigt worden.
An der östlichen Brückenseite befindet sich der S-Bahnhof Warschauer Straße. An dieser Stelle stand bereits von 1884 bis 1903 das erste Bahnhofsgebäude, das von 1903 bis 1924 von einem Gebäude an der gegenüberliegenden Seite abgelöst wurde. 1924 wurde am ursprünglichen Standort ein neues Empfangsgebäude aufgebaut, entworfen von Richard Brademann. Dieses Empfangsgebäude und die Bahnsteigzugänge wurden bis April 2005 weitgehend beseitigt. Der Neubau des Bahnhofs begann im Dezember 2011 und erfolgt im Zuge der Bautätigkeiten an der Strecke Ostbahnhof – Bahnhof Ostkreuz. Die Arbeiten sollten 2016 abgeschlossen sein, wurden jedoch 2015 eingestellt und werden einer Neuplanung unterzogen. Eine Fertigstellung der Plattformen sollte bis Mitte 2017 erfolgen, die Errichtung eines neuen Bahnhofsgebäudes erst danach.
Der U-Bahnhof Warschauer Brücke wurde am 17. August 1902 in Betrieb genommen, errichtet von Paul Wittig im Auftrag des Unternehmens Siemens & Halske. Er war Endbahnhof der ersten Berliner Untergrund- und Hochbahnlinie, Trasse der heutigen Linien U1/U3. Im Zweiten Weltkrieg erheblich zerstört, wurde der Bahnhof anschließend wiederaufgebaut. Mit dem Mauerbau 1961 wurde der Bahnhof, der damit die Verbindung zum Netz der Berliner U-Bahn verloren hatte, geschlossen. Seit 1995 fahren die Züge wieder bis zum sanierten U-Bahnhof, der seitdem den Namen U-Bahnhof Warschauer Straße trägt. Pläne, den U-Bahnhof über den gleichnamigen S-Bahnhof zu verlegen, um das Umsteigen zu erleichtern, werden nicht weiter verfolgt. Lediglich die Verlängerung des Fußgängerstegs vom U-Bahnhof bis zum neuen Empfangsgebäude der S-Bahn ist seitens des Berliner Senats weiterhin geplant.
Am Knotenpunkt Warschauer Straße – dieser umfasst U-Bahn, S-Bahn sowie Straßenbahn – steigen täglich mehr als 85.000 Fahrgäste um.

### Edge East Side Tower

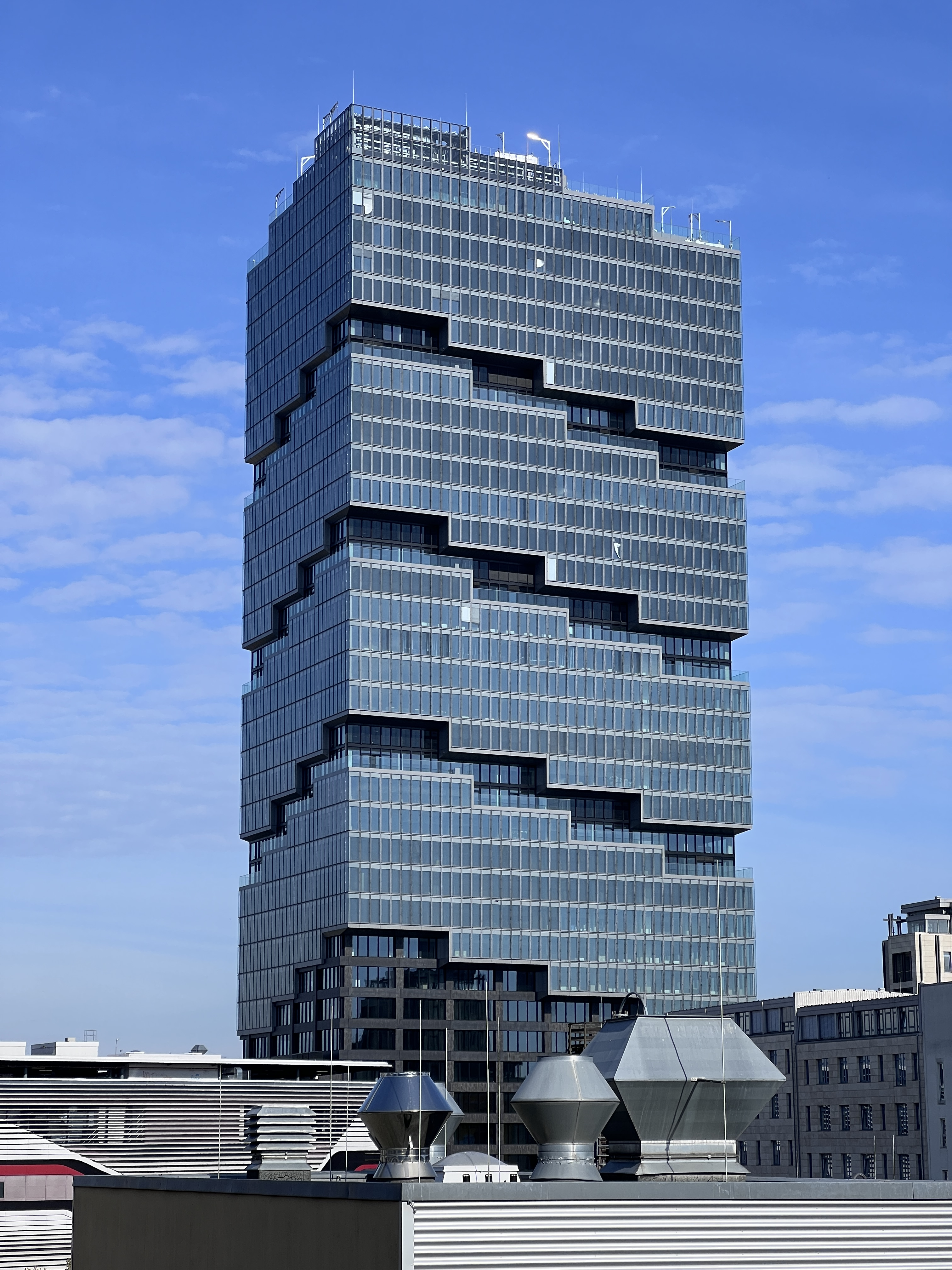
Edge East Side Tower

Der Edge East Side Tower (auch bekannt als „Amazon Tower“) ist ein Bürohochhaus in Form eines 142 m hohen Turms mit markanter Fassadenstruktur. Es ist derzeit (Stand: 2025) das höchste Haus Berlins. Das direkt an der Warschauer Brücke gelegene Gebäude wurde im März 2025 eröffnet. Das Versandunternehmen Amazon belegt 33 der 35 Stockwerke.

### Industriepalast

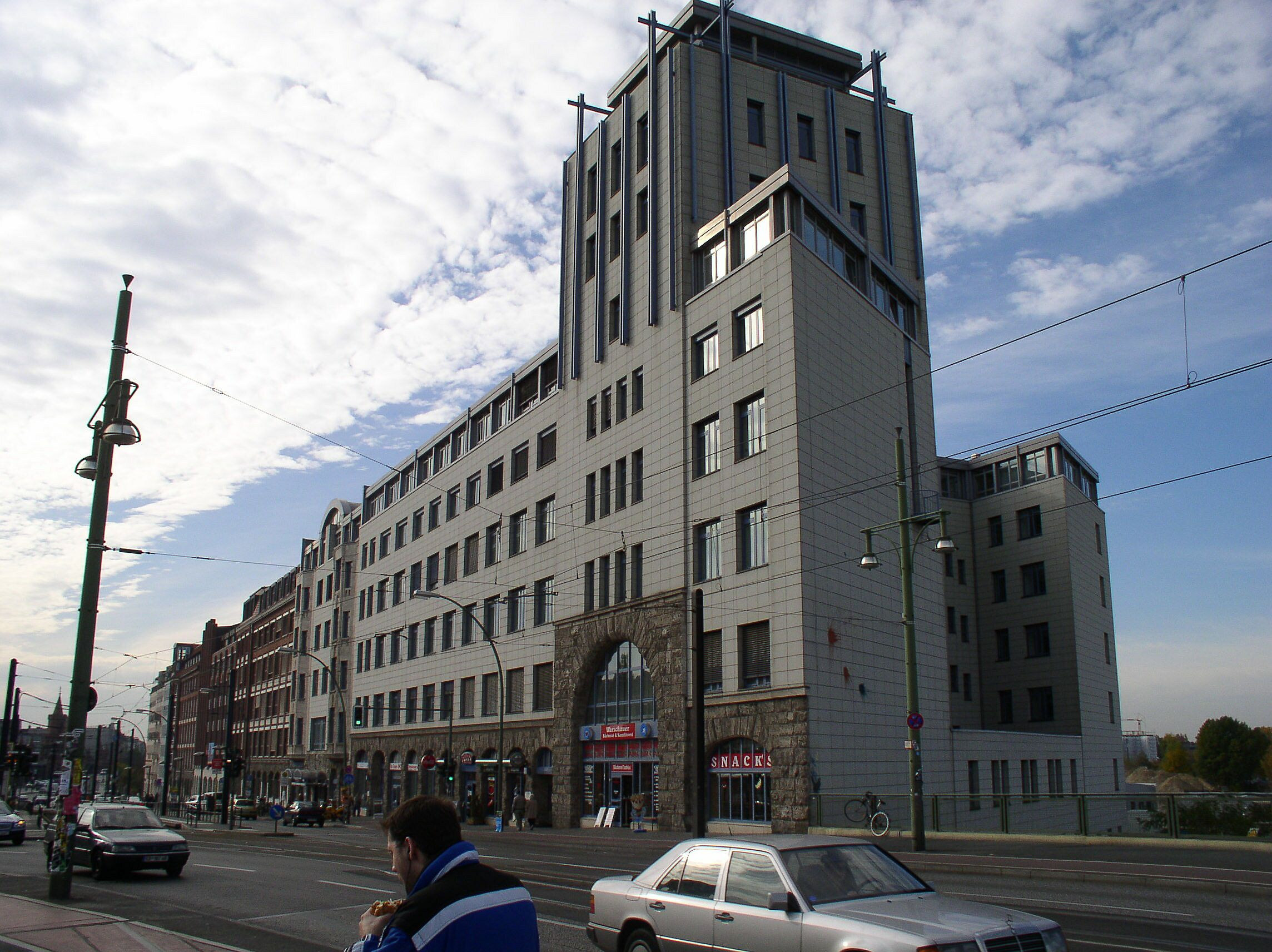
Industriepalast an der Warschauer Straße, Neubau Nr. 34–38 im Vordergrund

Der Industriepalast war ein Gebäudekomplex, der sich entlang der Warschauer Straße 34–44 erstreckte. Fünf Gebäude wurden dabei optisch zu einem Gesamtensemble vereinigt. Von diesem Komplex befinden sich heute nur noch die Gebäude 39/40 und 43/44 im ursprünglichen Zustand. Sie stehen als Gesamtanlage unter Denkmalschutz. Die Häuser Nr. 34–38, die sich bis zur Warschauer Brücke erstrecken, wurden in den Jahren 1992 und 1993 stark entstellt. An den ursprünglichen Industriepalast erinnern hier nur noch die wuchtigen Rustikablöcke in der Erdgeschosszone. Das im Zweiten Weltkrieg zerstörte Gebäude Nr. 41/42 wurde 2000–2002 von der Wohnungsbaugesellschaft Friedrichshain (WBF) durch einen Neubau ergänzt, dessen Fassade optisch an den historischen Bau angelehnt ist.
Erbaut wurde der Industriepalast von 1906 bis 1907 im Auftrag des Kommerzienrates Rudolf Schönner nach Entwürfen des Berliner Architekten Johann Emil Schaudt, auf dessen Planungen ebenfalls das Kaufhaus des Westens am Wittenbergplatz zurückgeht. Ausgeführt wurde der Bau von dem Berliner Bauunternehmen Boswau & Knauer AG.
Beim Industriepalast handelt es sich um eine für ihre Zeit typische Etagenfabrik im Stahlskelettbau. Durch den Einbau variabel nutzbarer Hallen und Lager, Krananlagen und unterirdischen Gleisanlagen sowie zwei Kellergeschossen wurden optimale Bedingungen für die Unterbringung von Gerbereien, holzverarbeitenden Unternehmen sowie elektrotechnischen Betrieben geschaffen. Die Ladenlokale an der Straße wurden von verschiedenen Geschäften und Gaststätten sowie einem Kino angemietet.
Einer der prominentesten Mieter der ersten Jahre war die Berliner Deutsche Gasglühlicht AG (Auergesellschaft), die später in den eigenen Werkkomplex im Karree Rudolfstraße – Ehrenbergstraße – Rotherstraße – Warschauer Platz umzog. Der ehemals private Betrieb Joh. Alfred Richter, Kältemaschinenbau GmbH wurde in den 1950er Jahren in der DDR zum volkseigenen Betrieb VEB Kälte Berlin, der später in den VEB Kühlautomat Berlin eingegliedert wurde.
Sehr bekannt war das Palais des Ostens im Teil Nr. 34/36, das mit Festsälen für 300–1000 Personen warb und sich seit den 1920er Jahren selbst als „größtes und vornehmstes Vergnügungs-Etablissement des Ostens“ (Berlins) bezeichnete.
In den 2020er Jahren werden die Gebäude vor allem von Dienstleistern genutzt. Im Haus Nr. 34–38 befindet sich die Bibliothek für Bildungsgeschichtliche Forschung des Deutschen Instituts für Internationale Pädagogische Forschung. Die Nr. 39/40 beherbergt einen Hotelbetrieb mit Restaurant, das Michelberger Hotel. In der Nr. 41/42 ist eine Geschäftsstelle des BIM Berliner Immobilienmanagement GmbH, ehemals Berliner Liegenschaftsfonds, eingerichtet. Nachdem das zum Bauensemble gehörende Haus Nr. 43/44 einige Jahre ohne Nutzung leer stand, wurde dort im Juli 2010 nach grundständiger Sanierung ein Hostel eröffnet. Mit der Firmierung Industriepalast Hostel & Hotel griffen die Betreiber bei der Namensgebung auf die historische Gebäudebezeichnung zurück.

## Die Warschauer Straße seit den 1990er Jahren

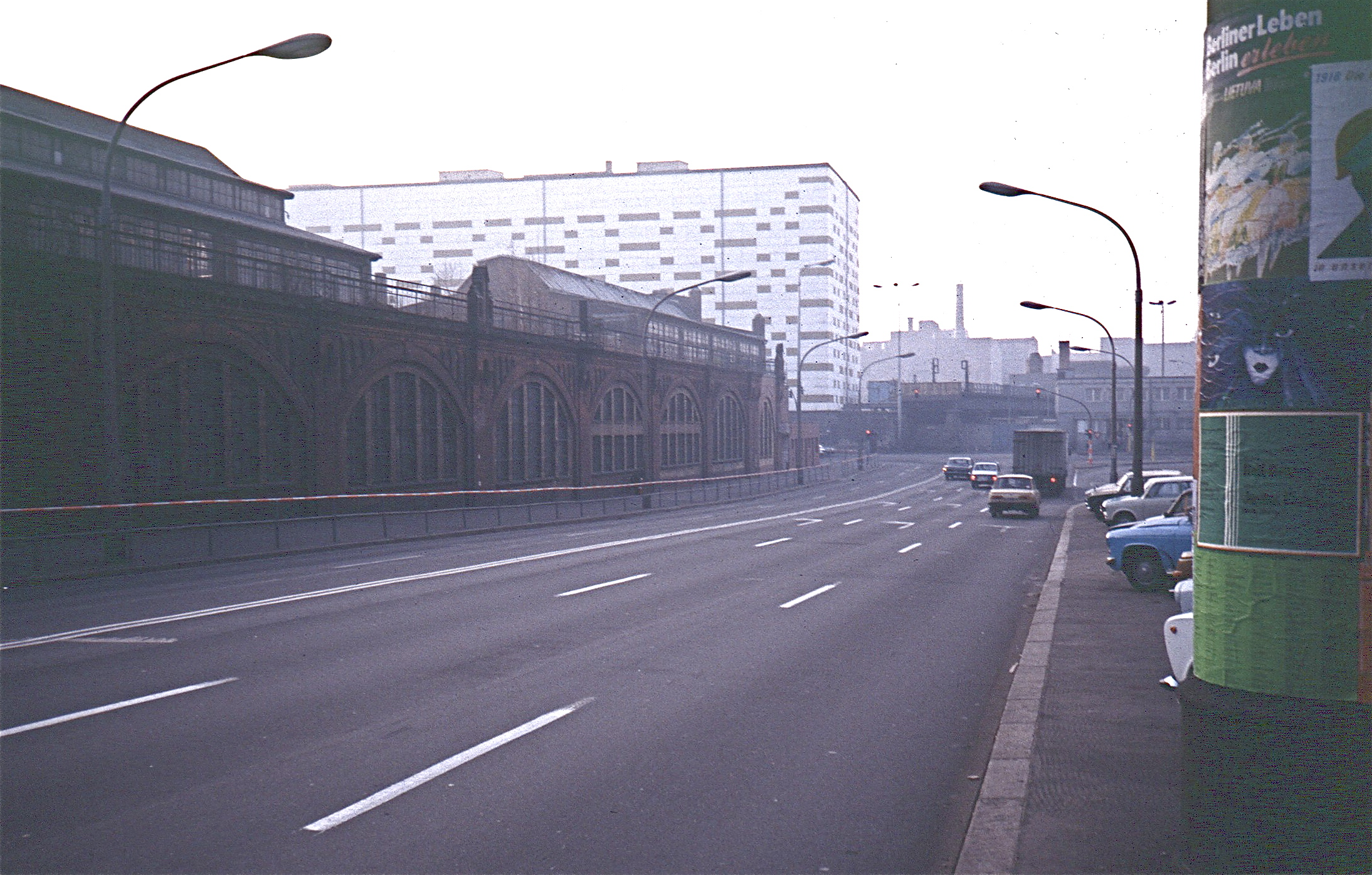
Die Straße etwa zwei Jahre vor der deutschen Wiedervereinigung

Seit der deutschen Wiedervereinigung im Jahr 1990 wurden einige der Altbauten und deren Fassaden renoviert, die meisten sind jedoch seit den 1960er Jahren nicht verändert worden. Die Läden im Nordteil der Straße umfassen seit der Jahrtausendwende hauptsächlich Imbissläden (Pizzerien, Dönerbuden, asiatische Schnellrestaurants) sowie Billigläden und Second-Hand-Geschäfte. Des Weiteren gibt es einen Supermarkt, mehrere Bäckereien, eine Fleischerei, eine Buchhandlung und etliche weitere kleine Geschäfte. Viele andere Läden konnten sich in den 2000er Jahren vor allem aufgrund der Konkurrenz nahegelegener Einkaufszentren wie dem Ring-Center in der Frankfurter Allee oder den Geschäftszentren am Alexanderplatz und am Ostbahnhof wirtschaftlich nicht behaupten und mussten schließen.
Seit den späten 1990er Jahren ist die Warschauer Straße durchgehend vierstreifig, wobei die einzelnen Fahrstreifen auf der Warschauer Brücke etwas schmaler werden und die beiden mittleren Streifen zudem die Straßenbahngleise aufnehmen. Im nördlichen Teil wurde im Jahr 2001 die vorhandene breite Mittelpromenade zwischen den Straßenbahngleisen für rund 40 000 Euro saniert, neu bepflanzt und mit einer Bodenbeleuchtung versehen. Die südwestliche Straßenseite wird vom Industriepalast mit seinen Dienstleistern dominiert. Für die 2010er Jahre waren weitere umfangreiche Sanierungsarbeiten im Gebiet der Warschauer Straße geplant.
Im nördlichen Teil der Straße gibt es mehrere kleinere Gaststätten, historisch bedeutsam die ehemalige Deponie, nun Ambrosius Bier Club. Die Szene findet sich hier in den Neben- und Parallelstraßen, etwa in der Kopernikusstraße, der Grünberger Straße, der Boxhagener Straße, der Simon-Dach-Straße sowie am Boxhagener Platz. Im südlichen Teil im Bereich des U-Bahnhofs finden sich mehrere Clubs und Diskotheken, beispielsweise der Speicher (in der Mühlenstraße), der schwul-lesbische Club Haus B (früher: Die Busche, 2025 geschlossen), die Narva-Lounge und das Matrix (in den Ziegelstein-Gewölben unter dem U-Bahnhof).
Einzelne Häuser der Warschauer Straße stehen seit den 1980er Jahren unter Denkmalschutz. Dazu gehören das 1956 erbaute neoklassizistische Wohn- und Geschäftshaus Nr. 83–85, das 1899/1900 von Karl Walter errichtete Mietshaus Nr. 26 im neobarocken Stil sowie der Industriepalast (Nrn. 39/40, 43/44). An drei Häusern sind Gedenktafeln für dort ehemals wohnhafte Widerstandskämpfer gegen den Nationalsozialismus angebracht: für Heinrich Thieslauk (Nr. 60), Gregor Pinke (Nr. 46) und Herbert Firl (Nr. 47).

## Umbau 2016

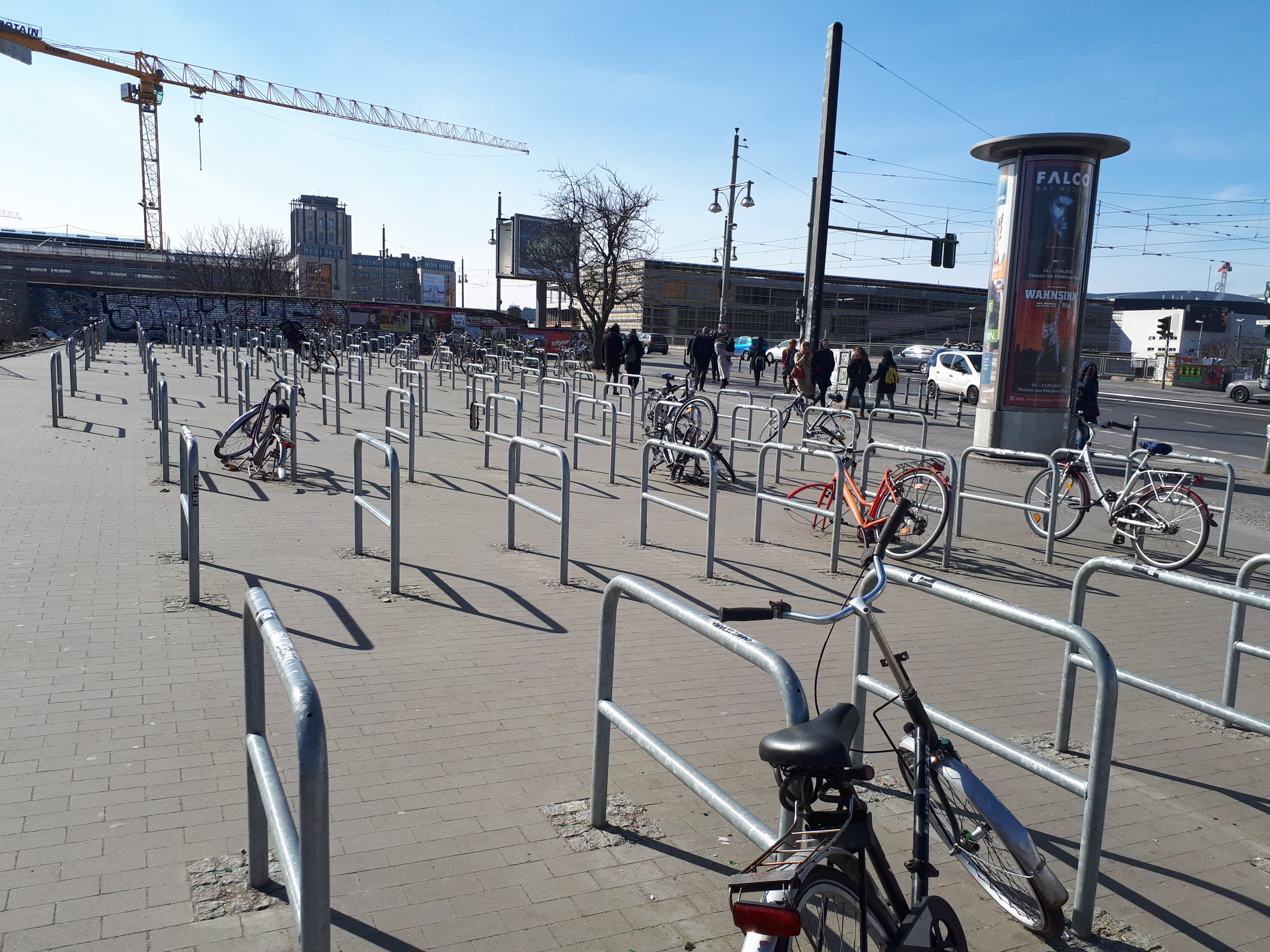
Fahrradbügel nach dem Umbau der Straße

Seit Abschluss von etwa zweijährigen Umbauarbeiten, existieren Radschutzstreifen und auf der Ostseite Ladezonen, die am 1. September durch den Stadtentwicklungssenator Andreas Geisel (SPD) und den Bezirksstadtrat Hans Panhoff (Grüne) eröffnet wurden. Der Umbau betraf eine Strecke von 940 Metern. Dabei wurden die zuvor 120 Parkplätze auf 20 reduziert und die Fußgängerbereiche teilweise verkleinert. Die Breite der Fahrspuren für den motorisierten Verkehr beträgt seit dem Umbau jeweils drei Meter und wurde teilweise um bis zu 50 Zentimeter verkleinert. Die Breite der Radschutzstreifen beträgt 1,50 Meter. Zudem wurde lärmreduzierender Asphalt eingebracht und 400 Bügel als Radstellplätze installiert. Die Kosten des Umbaus beliefen sich auf 4,3 Millionen Euro. Laut Planung hätten der Umbau bereits im September des Vorjahres abgeschlossen sein sollen, was sich jedoch verzögerte, da bei den Bauarbeiten auf nicht in den Plänen verzeichnete Leitungen gestoßen wurde.
Die Breite des Radschutzstreifens wurde vom ADFC als „für den starken Radverkehr auf der Verbindung zu schmal“ kritisiert. Zudem führe „die Umgestaltung nicht dazu, den hohen Autoverkehr zu reduzieren und damit die Aufenthaltsqualität für die Anwohner und die vielen Passanten in der Warschauer Straße zu erhöhen“.

## Filme
- Nachts auf der Warschauer Brücke, Reportage vom rbb Fernsehen